# Semáforo con cuenta regresiva

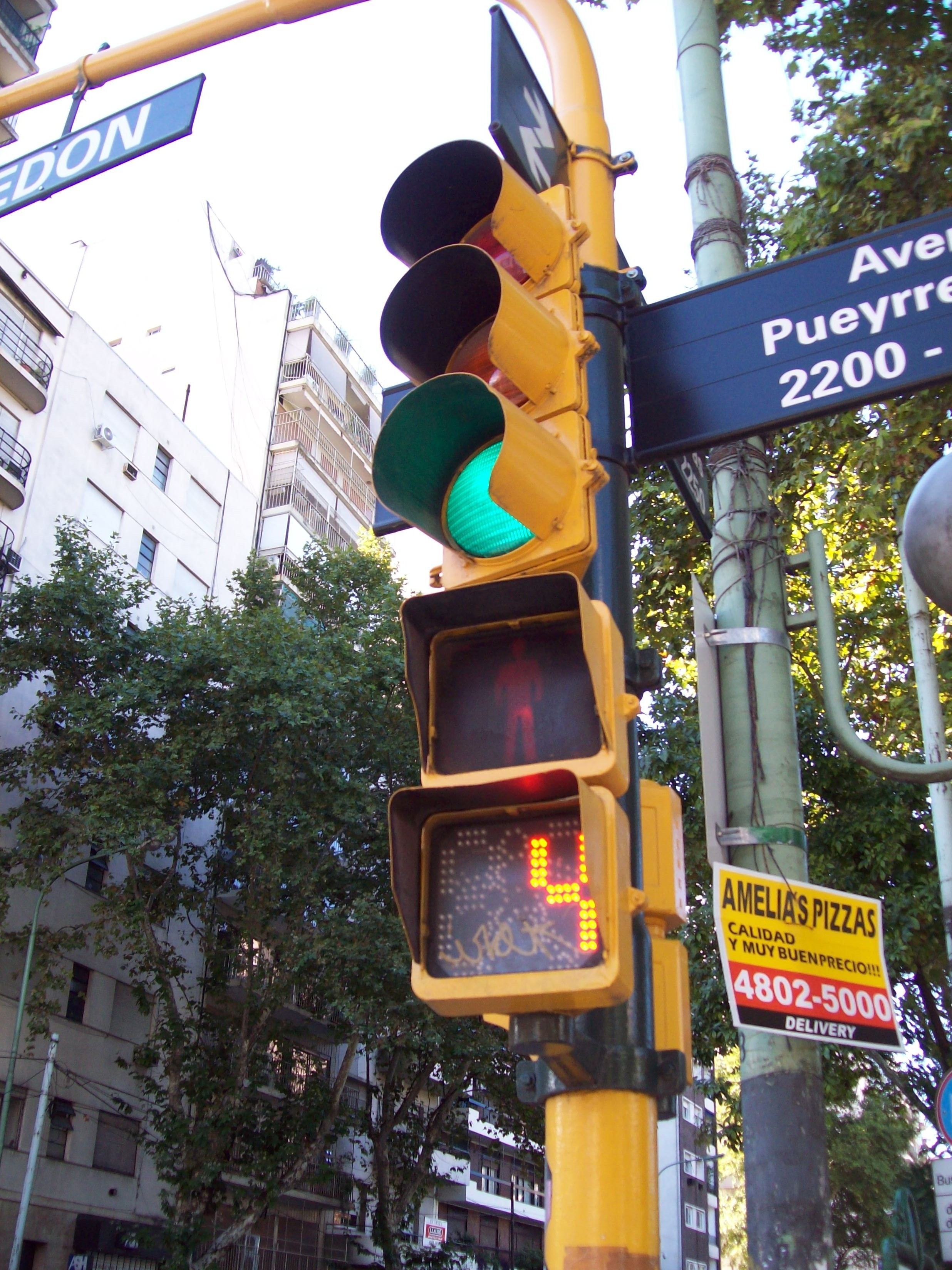
Semáforo con cuenta regresiva.

El semáforo con cuenta regresiva a LED o semáforo vehicular-peatonal con aviso de cambio en unidad de tiempo es una señal de control de tráfico semafórica cuyo objetivo es regular la circulación vial mediante la indicación —a peatones y conductores— del tiempo restante para el cambio de aspectos lumínicos. Su objetivo es complementar las medidas de seguridad vial al prevenir que los automovilistas frenen de manera brusca o imprevista, o que crucen una intersección con luz roja. Su versión más utilizada, el semáforo peatonal, permite a los peatones conocer cuántos segundos restan para cruzar la calle de forma segura.

## Historia
Fue creado por Esteban Gastaldi —creativo publicitario argentino— obteniendo el título de patente de invención, otorgado por el Estado de la Nación Argentina a través del Instituto Nacional de la Propiedad Industrial (INPI) en marzo de 2001 y quien previamente registrara, en la década del 80, en la Dirección Nacional de Derechos de Autor los avances y modificaciones del proyecto mediante distintos expedientes, en un contexto en el cual se violaban más de 57 millones de semáforos con luz roja por mes en la Ciudad de Buenos Aires.
Gastaldi advirtió que el tránsito está regido por un algoritmo de tiempo-velocidad-distancia, el cual está determinado por las leyes de la física mecánica; a su vez, las luces de los semáforos tradicionales no son suficientes como para establecer la variable temporal, ya que los conductores cuentan con información sobre la velocidad (a través del velocímetro) y la distancia (utilizando como parámetro la extensión de las cuadras) pero no sobre el tiempo restante para el cambio de aspecto. Para solventar ese problema Gastaldi propuso incorporar a los semáforos existentes una cuenta regresiva, que brinda información precisa sobre el tiempo restante hasta el cambio de aspecto.
Durante el año 2000 se intenta implementar la cuenta regresiva en los semáforos de la Ciudad de Buenos Aires, pero se encuentra resistencia por parte de las autoridades viales. Luego de una consulta con el diputado socialista Alfredo Bravo se organiza una reunión con Abel Fatala, titular del Ministerio de Obras Públicas de la Ciudad de Buenos Aires (en aquel momento Secretaría de Obras Públicas). En el noveno piso del Edificio Del Plata se lleva a cabo una reunión entre José Luis Calvo, Abel Fatala, Alfredo Bravo y Esteban Gastaldi.

### Desarrollo
A partir de la presentación del invento, el ingeniero Fatala decide su implementación en el espacio vial porteño; la Dirección de Señalización Luminosa del Gobierno de la Ciudad de Buenos Aires, en conjunto con la empresa Dyna Group desarrollan el primer prototipo que fue colocado en las esquinas de la calle Sarmiento y Pellegrini, Sarmiento y avenida 9 de Julio, y Sarmiento y Cerrito, en el año 2003.
Luego de certificar su eficiencia mediante diversas mediciones y estadísticas, el director de Señalización Luminosa del Gobierno de la Ciudad Autónoma de Buenos Aires realiza la primera contratación directa para la provisión de cuarenta equipos de este nuevo modelo de semáforo.
Gradualmente, ambas cuentas regresivas fueron implementándose en toda la Ciudad Autónoma de Buenos Aires. Al respecto, el entonces Subsecretario de Transporte y Tránsito de la Ciudad, Guillermo Dietrich, afirmó que:

Es cierto que todavía faltan, pero nosotros incorporamos muchos, incluso con cuenta regresiva. Ya hay 1700 señales peatonales con cuenta regresiva; 500 se colocaron en 2012 y 1100, este año. Progresivamente el número se ampliará, para alcanzar la mayor cantidad de los 14.000 semáforos peatonales existentes en la Capital.

Posteriormente, se expandió su utilización en la provincia de Buenos Aires y el resto del país.

## Características

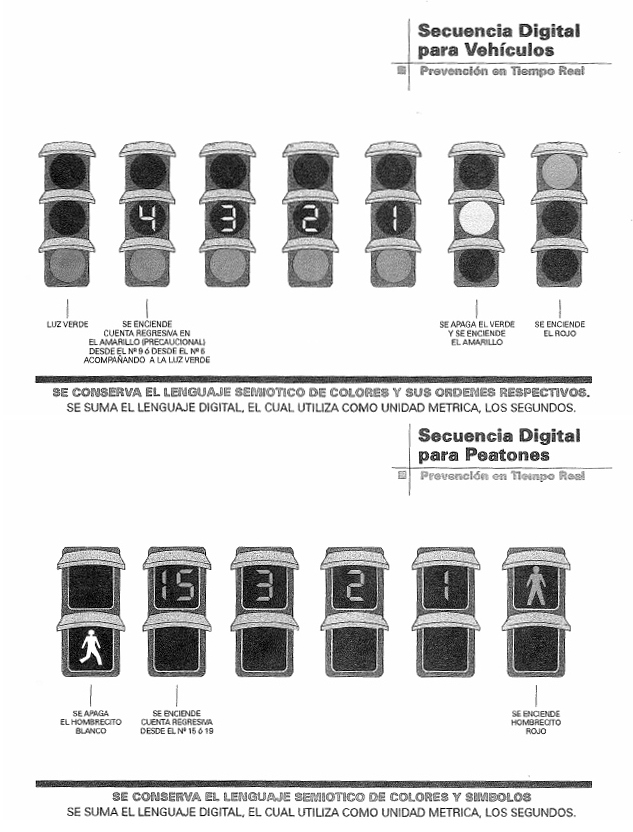
Esquema semáforos con cuenta regresiva. Aspectos para peatones y vehículos.

El semáforo con cuenta regresiva se instala sobre cualquier semáforo vehicular existente y en algunos casos, individualmente; luego de la instalación se muestra automáticamente el tiempo restante sin necesidad de ningún controlador especial. El nuevo indicador incorpora lámparas de diodos emisores de luz de alta luminosidad (más de 5 cd/led), y es compatible con todos los semáforos vehiculares existentes.
El temporizador está basado en la frecuencia de la corriente eléctrica alterna existente en Argentina, que es de 50 Hz. Luego de la instalación sólo se requieren dos ciclos completos para calibrar el tiempo del contador.
En aquellos casos en los que el tiempo por aspecto sea mayor a 99 segundos, el contador regresivo se activa al llegar a ese valor reiniciando el proceso.

## Fundamentos
Según la asociación civil argentino «Luchemos por la Vida», Buenos Aires es una de las ciudades con más vehículos del mundo; en su investigación, Gastaldi señala que, por entonces, en un lapso de tres días cada uno de esos autos violaba un semáforo en rojo, y que sólo en la Ciudad de Buenos Aires se violaban mensualmente más de 57 millones de semáforos con luz roja; a esto se puede añadir que también el transporte público forma parte del problema, con estadísticas que indican que, cada nueve minutos, un ómnibus transpone una luz roja. Sin embargo, era inverosímil la idea de que la totalidad de esos conductores fueran imprudentes: según el propio Gastaldi, «lo que estaba mal era el sistema semafórico como lenguaje de comunicación».
Otro aspecto problemático de la semaforización tradicional es el repentino cambio de aspectos, sin aviso previo. Según Gastaldi, «que el sistema semafórico tuviera ese componente imprevisible era echar combustible al fuego», ya que «quienes estamos en el tránsito (peatones, ciclistas, automovilistas) no podemos alterar la mecánica detrás de la distancia de detención»; por ello, «el sistema semafórico tenía una grave falencia: carecía de la información sobre la variable temporal para los usuarios».
La instalación de una cuenta regresiva tanto para peatones como para conductores ayudó a eliminar esta incertidumbre al brindar a ambos actores información precisa acerca del tiempo restante hasta el cambio de aspecto.